# Класични Јапан

## Први јапански устав
Принц Шотоку је представник Асука периода и други син цара Јомеј (585-587. године). као регент царице Суико, принц Шотоку је вежбао политичко владање, институишући неколико правила: Дванаест чиновничких капа и Седамнаесточлани устав, са намером да централизује државу и ојача ауторитет царских институција.
Да би појачао национални углед, сакупљао је историјске чињенице са Сога но Умако и покретао дипломатске односе са Суи династијом у Кини. 
Према извештају датом у Нихон шоки-ју, принц Шотоку је рођен у улазу коњске штале (умаја), када је његова мајка изненада осетила јаке болове док је кружила око палате. Због тога је прво назван, Умајадо но Мико или „принц коњушнице“. Легенда његовог рођења вероватно је обрађена од стране монаха који су студирали у Танг Кини, јер су били упознати са легендом о рођењу Христа. Принц је био познат и по другим именима али по имену Шотоку Тајши је био најпознатији.
Пратећи смрт цара Јомеј 587. године, јачина борбе између Сога но Умако и Момонобе но Морија ескалирала је изнад питања о царском успеју. Шотоку и други принчеви придружили су се Умаку. Пошто је Морија убијен, Шотоку је примио неке поседе који су били у власништву Мононобе. Касније их је доделио за дворац Хорју-џи. Сада је свим снагама Сога но Умако успео у постављању Шушин за цара, који је међутим убијен 592. године. 
Шотоку је био верни пратилац Будизма. Године 594., његовог наименовања, он је издао дворски едикт како би промовисао будизам. Дао је директну дворску подршку при изградњи храма Асукадера, пројекат који су раније спонзорисали Сога, и изабрао га за седиште дворских свечаности и постављајући Умаковог старијег сина за управника храма. Такође је спонзорисао изградњу храма Шитено-џи и Хорјуџи. Чинећи ова добра дела, он је намеравао да прошири утицај двора на будистичке институције.
Године 620. Шотоку, заједно са Умако, саставио је историјске хронике, Теноки (записи о владарима) и Коки (записи о земљи).

### Дванаест чиновничких капа
Увођење рангирања Дванаест чиновничких капа 604. године, било је прво Шотокуово административно достигнуће. Племенске вође које су биле у служби на двору рангиране су на потпуно новој основи. С обзиром да је рангирање Кабане било одређено уџи основом или породичном групом којој је неко припадао рођењем, статус некога сада је био одређен на чисто индивидуалној основи. рангови су били обележени бојом и обликом капа. Неко се могао и попети на виши ранг. Додељивањем сваког ранга у име цара, Шотоку се надао да ће племенске вође претворити у грађанске слуге цару.
Дванаест чиновничких капа - дворска звања у 12 рангова:
1. Даитоку и Шотоку - љубичасте капе
2. Дајнин и Шонин - зелене капе
3. Дајреј и Шореј - црвене капе (церемонијал мајстори)
4. Дајшин и Шошин - жуте капе (бавили се религијом)
5. Дајги и Шоги - беле капе (бавили се правосуђем)
6. Дајчи и Шочи - црне капе (бавили се просветом)

### Седамнаесточлани устав
Исте 604. године је Шотоку и прокламовао свој Седамнаесточлани устав. Устав, схваћен као „раскошан закон“, требало је да уздигне углед цара и изнесе обавезу обожавања цара и покоравање њему. Више је личио на скуп моралних и политичких правила. Текст да великим бројем цитата из Конфучијанизма, Будизма и кинеског права, је написан високим књижевним стилом.